# Lara Lessmann
Lara Marie Lessmann (* 10. Februar 2000 in Flensburg) ist eine deutsche Freestyle-BMX-Fahrerin, die in der Disziplin Park aktiv ist.

## Werdegang
Geboren wurde Lessmann in Flensburg in Schleswig-Holstein, zum BMX-Freestyle kam sie durch ihre älteren Brüder. Im Alter von 17 Jahren zog sie wegen der besseren Trainingsbedingungen im Berliner Mellowpark in die deutsche Hauptstadt.
2016 gewann Lessmann in Kroatien erstmals einen Wettbewerb im UCI-BMX-Freestyle-Weltcup, bei den Urban-Cycling-Weltmeisterschaften wurde sie Zweite. 2017 holte sie erneut einen Sieg im Weltcup, diesmal in Budapest. Ein Jahr später gewann sie die Goldmedaille bei den Olympischen Jugendspielen 2018 in Argentinien im Mixed-Team mit Evan Brandes. In China gewann sie den dritten Weltcup-Wettbewerb ihrer Karriere und schloss die Saison 2018 als Zweite der Weltcup-Gesamtwertung und der Weltrangliste ab. Bei den erstmals ausgetragenen Europameisterschaften 2019 in der Schweiz wurde sie erneut Zweite.
Dank ihrer Ergebnisse bekam Deutschland einen Startplatz für den BMX-Freestyle-Wettbewerb bei den Olympischen Sommerspielen 2020 in Tokio. Sieben Wochen vor Olympia bei der Weltmeisterschaft 2021 in Montpellier stürzte Lessmann schwer und brach sich dabei das Schlüsselbein. Trotzdem konnte sie im BMX-Freestyle-Wettbewerb in Tokio starten und erreichte den sechsten Platz. Bei den folgenden Europameisterschaften wurde sie erneut Zweite.

## Erfolge
2016
- ein Weltcup-Erfolg

2017
- Weltmeisterschaften – Freestyle Park
- ein Weltcup-Erfolg

2018
- Olympische Jugendspiele – Freestyle Park
- ein Weltcup-Erfolg

2019
- Europameisterschaften – Freestyle Park
- Deutsche Meisterin – Freestyle Park

2021
- Europameisterschaften – Freestyle Park